# Podocarpus parlatorei
Espèce
Statut de conservation UICN

 NT  : Quasi menacé
Podocarpus parlatorei est une espèce de conifères de la famille des Podocarpaceae.

## Description
Cet arbre mesure 15 à 30 m de haut. C'est une espèce pionnière dans son habitat car résistant bien au froid.
Cette espèce est pollinisée par le vent et les fruits sont dispersés par les oiseaux Penelope, Patagioenas fasciata et par des mammifères comme la moufette Conepatus chinga.

## Nomenclature
L'épithète spécifique parlatorei a été attribuée en hommage au botaniste italien Filippo Parlatore qui avait décrit cette espèce sous le nom de Podocarpus angustifolius, nom déjà attribué à une autre espèce décrite antérieurement (en) par Grisebach.

## Répartition et habitat
On trouve cette espèce dans la cordillère des Andes dans le nord-ouest de l'Argentine et les régions voisines de Bolivie.